# Herb Częstochowy
Herb Częstochowy – jeden z symboli miasta Częstochowa w postaci herbu ustanowiony przez Radę Miasta 27 lutego 2020 roku.

## Wygląd i symbolika
Herb przedstawia w polu błękitnym miejskie mury obronne srebrne zwieńczone siedmioma blankami z bramą pośrodku, w której widoczna jest opuszczona do połowy krata tzw. brona złota. Nad murem obwodowym wznoszą się trzy wieże: dwie boczne, wyższe, o dwóch kondygnacjach zaznaczonych dwoma wąskimi otworami okiennymi (strzelniczymi) jeden nad drugim – obie  zwieńczone trzema blankami i trójkątnym spadzistym daszkiem czerwonym; natomiast wieża środkowa, bramna, niższa, z jednym oknem (strzelniczym) również nakryta czerwonym trójkątnym daszkiem – zwieńczonym niewielką srebrną kulą. Na szczycie wieży bocznej prawej widnieje postać złotego lwa wspiętego, natomiast na szczycie bocznej lewej widnieje złoty orzeł z rozpostartymi do lotu skrzydłami. Zwierzęta heraldyczne zwrócone są ku sobie.

## Historia
Na pierwotnym, XIV-wiecznym herbie na szczytach wież znajdowały się złoty lew i złoty orzeł z podniesionymi do lotu skrzydłami. Były to symbole dynastyczne Władysława Opolczyka nawiązujące do władanych przezeń ziem: Rusi Halickiej (lew) i księstwa opolskiego (orzeł). Ponadto znajdował się w nim powszechny w Europie symbol murów miejskich z wieżami oraz bramą. Ta wersja herbu znana jest z odcisków pieczęci z lat 1548, 1564 i 1646.
Herb ten u schyłku XVIII wieku zaczął się deformować pod wpływem symboliki jasnogórskiej, przetrwał do przełomu XVIII i XIX wieku.
Orzeł początkowo został wyparty przez gryfa, następnie przez kruka (ten ostatni znany z pieczęci z lat 1755 i 1778). Kruk w herbie miasta zapożyczony został z herbu zakonu paulinów, który przedstawia tego ptaka na drzewie z chlebem w dziobie.
W okresie międzywojennym lew na jednej z wież zastąpiony został przez zwierzę podobne do łasicy, a kruk przez kawkę. Aż do wybuchu II wojny światowej nie został zatwierdzony przez Ministerstwo Spraw Wewnętrznych, chociaż Częstochowa starała się o przywrócenie historycznego herbu z orłem i lwem. W okresie okupacji, Niemcy wydali rozporządzenie „O używaniu pieczęci służbowych w Generalnym Gubernatorstwie” nakazujący uzasadnić historycznie używane wzory herbów. Pod wpływem badań prowadzonych w Archiwum Głównym Akt Dawnych w Warszawie, warszawski artysta Edmund Bartłomiejczyk stworzył wersję z orłem i lwem na wieżach.
Decyzją okupanta w 1942 roku zakazano stosowania postaci orła jako nawiązującego do symboliki narodowej i zastąpiono go krukiem
Wersję herbu z orłem stosowano także po II wojnie światowej, ale w latach 50. herb został w oficjalnych dokumentach zastąpiony przez godło państwowe. Z okazji 750-lecia istnienia Częstochowy Miejska Rada Narodowa zdecydowała o ustaleniu wzoru herbu, który heraldyk prof. Marian Haisig ogłosił w 1967 roku. Także ta wersja nie została oficjalnie zatwierdzona przez władze. 
W 1992 roku Rada Miasta uchwaliła nową wersję herbu, zastępując na jednej z wież orła krukiem mimo protestów krajowych heraldyków, w tym prof. Mariana Haisiga z Uniwersytetu Wrocławskiego i prof. Stefana Krzysztofa Kuczyńskiego i badacza heraldyki kościelnej ks. Pawła Dudzińskiego. Herb ten nie został zaopiniowany przez Komisję Heraldyczną, gdyż ta powstała dopiero 7 lat później. Herb ten przedstawiał w błękitnym polu tarczy warowne mury miejskie o barwie srebrnej (białej), z bramą pośrodku i siedmioma wieńczącymi blankami. Bramę zamykała opuszczona do połowy krata, natomiast nad otworem bramy wznosiła się budowla wieży bramnej, z jednym oknem, zakończona trójkątnym daszkiem. Wieże posiadały dwa wąskie okna, jedno nad drugim, zakończone były one trzema blankami i trójkątnymi, czerwonymi daszkami. Na szczycie wieży po prawej stronie znajdował się wspięty lew w kolorze złotym (żółtym), a na szczycie wieży po lewej czarny kruk z bochnem chleba w dziobie. Lew i kruk zwrócone były ku sobie.
1 września 2017 roku prezydent Częstochowy zapowiedział zmianę herbu w związku z 800-leciem Częstochowy. W ramach zmian zaplanowano przywrócić herbowi historyczny kształt, tj. kruka zastąpić orłem, a formę graficzną herbu uzgodnić z zaleceniami Komisji Heraldycznej. Projekt powierzono prof. Marcelemu Antoniewiczowi i prof. Andrzejowi Desperakowi, którzy zaprezentowali wzór 14 grudnia 2017 roku.
W czerwcu 2018 roku Rada Miasta przyjęła uchwałę w sprawie wystąpienia o akceptację Komisji Heraldycznej MSWiA w zakresie zmiany herbu. Władze miasta zdecydowały się projekt przedstawić radnym do akceptacji jeszcze przed zatwierdzeniem go przez Komisję Heraldyczną. Radni w dniu 21 czerwca 2018 r. zaakceptowali projekt, następnie został pozytywnie zaopiniowany przez Komisję Heraldyczną i Ministra Spraw Wewnętrznych i Administracji. Podczas sesji rady miasta 27 lutego 2020 roku radni przyjęli uchwałę wprowadzającą nowy herb Częstochowy. Uchwała została opublikowana 9 marca 2020 roku, weszła w życie dwa tygodnie później.

## Galeria

Jedna z wersji herbu w okresie międzywojennym
Herb Częstochowy z okresu 1944–1992
Herb Częstochowy w latach 1992–2020
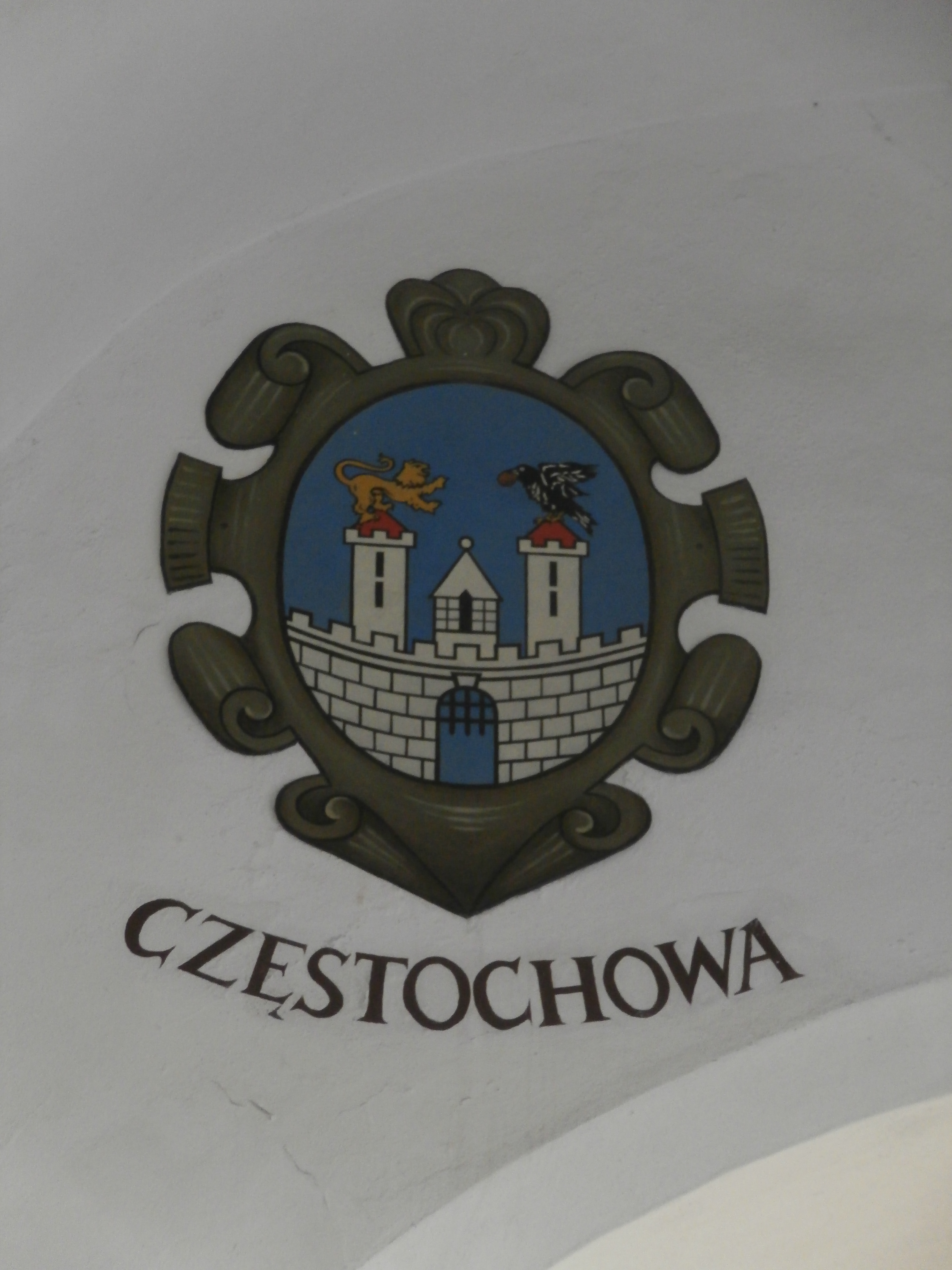
Herb Częstochowy we wnętrzu Krakowskich Sukiennic